# Eberbach (Sauer)
Der Eberbach ist ein 43,8 km langes Fließgewässer im französischen Département Bas-Rhin (Unterelsass).

## Geographie

### Verlauf
Der Eberbach entspringt in der Gemeinde Gundershoffen im Hügelland östlich von Reichshoffen. Nach kurzem Lauf nach Osten biegt er nach Süden ab, wendet sich aber bei Laubach wieder nach Osten. Westlich von Walbourg erreicht er den Hagenauer Forst (Forêt indivise de Haguenau), den er in generell ostsüdöstlicher Richtung durchfließt. Dabei passiert er die Dicke Eiche (le Gros Chêne) und das Forsthaus Maison Forestière de l’Eberbach. Bei Soufflenheim erreicht er den Südostrand des Forsts, wendet sich nach Nordosten und mündet zwischen Kauffenheim und Forstfeld  bei der Mühle Moulin de Forstfeld von rechts in die Sauer, die ihrerseits bei Munchhausen in den Rhein fließt.
Der Eberbach entwässert einen großen Teil des Hagenauer Forsts.

### Zuflüsse
Von rechts fließen dem Eberbach das Gefaellbaechel, das Rosenbaechel, das Rumbaechel, das Leimenbaechel, der Krummelsgraben, der Brumbach und der Landgraben zu, von links der Hohlgraben, der Eichgraben und der Bergmattgraben.

### Gemeinden
Der Eberbach durchfließt oder berührt die Gemeinden Gundershoffen, Morsbronn-les-Bains, Forstheim, Laubach, Hegeney, Eschbach, Walbourg, Haguenau, Soufflenheim, Rountzenheim, Leutenheim und Kauffenheim.